# Timothy Daggett
Timothy Daggett född den 22 maj 1962 i Springfield, Massachusetts, är en amerikansk gymnast.
Han tog OS-guld i lagmångkampen och OS-brons i bygelhäst i samband med de olympiska gymnastiktävlingarna 1984 i Los Angeles.